# Vincenzo Gramigna
Vincenzo Gramigna, né en 1580 à Riccia et mort en 1627 à Rome, est un humaniste et écrivain italien.

## Biographie
Né vers 1580, à Riccia, dans le royaume de Naples, il entreprit plusieurs voyages, chercha des protecteurs, et parvint à la place de secrétaire du cardinal Muti. Mais, soit par indépendance de caractère, soit par d’autres motifs qu’on ignore, il ne put jamais améliorer son sort, et mourut pauvre à Rome en 1627. Il avait été président de l’Académie des Oziosi à Naples.

## Œuvres
- Dialoghi e discorsi, Naples, 1615, in-8° ;
- Del governo tirannico e regio, libri II, ib., 1615, in-4° ;
- Il Segretario, dialogo, Florence, 1620, in-12 ;
- Opuscoli, ib., 1620, in-4° ;
- Orazioni, Trente, 1625, in-4° ;
- Fantasie varie, publié par Marco Antonio Foppa, Rome, 1628, in-4°.